# Palaciosrubios
Palaciosrubios (on trouve également Palacios Rubios) est une commune de la province de Salamanque dans la communauté autonome de Castille-et-León en Espagne.